# Natalia Kobrynska
Natalia Kobrynska, en ukrainien : Наталія Кобринська, née Ozarkevych, (8 juin 1851 ou 1855 - 22 janvier 1920) est une écrivaine ukrainienne et activiste féministe.

## Jeunesse
Natalia Ozarkevych naît le 8 juin 1851, ou 1855, à Beleluia (aujourd'hui Ivano-Frankivsk), en Ukraine de l'ouest, alors partie de l'Empire austro-hongrois. Elle est l'aînée des cinq enfants du révérend Ivan Ozarkevych, membre de l'église greco-catholique ukrainienne et de Teofilia Okunevska. Son père et son grand-père ont participé au développement de la littérature ukrainienne, le premier en traduisant et écrivant des poèmes et des pièces de théâtre. Elle reçoit une éducation privée, les filles n'étant pas autorisées à poursuivre des études secondaires.
En 1871, elle épouse Theofil Kobrynsky, prêtre également, mais il meurt six ans plus tard et elle doit retourner vivre chez ses parents.

## Activisme et carrière littéraire
En 1883, Kobrynska écrit sa première nouvelle, Shuminska, suivie, en 1884, de Zadia kusnyka khliba (Pour un morceau de pain). En 1887, elle publie Pershy vinok (La première guirlande) avec Olena Pchilka, un recueil d'écrits de femmes ukrainiennes.
Lors d'un voyage à Vienne avec son père en 1883, elle rencontre Ivan Franko qui l'encourage à s'engager dans l'amélioration du statut des femmes ukrainiennes. Elle y écrit la nouvelle Dukh chasu (L'esprit des temps), un plaidoyer passionné pour l'égalité des droits des femmes ukrainiennes.
En 1884, elle crée Tovarystvo Rus'kykh Zhinok (Association des femmes ukrainiennes) dont le but est d'éduquer les femmes par les livres et de promouvoir les discussions sur les droits des femmes. Elle plaide pour le suffrage universel, les garderies et les cuisines communales et fait partie en 1890 d'une délégation qui fait pression sur le ministère de l'éducation pour autoriser les femmes à fréquenter l'université. Pour elle, le statut des femmes ne pourra s'améliorer qu'avec des réformes sociales et économiques radicales, mais elle se méfie de la tutelle que souhaitent imposer les hommes socialistes. En 1889, elle propose sans succès la création d'une section féminine du Parti socialiste.
Son roman de 1890 Ladzia et Katrusia constitue un jalon important dans le développement de la littérature réaliste ukrainienne. De 1893 à 1896, sa maison d'édition Zhinocha Sprava (La cause des femmes) publie avec Olha Kosach, une activiste culturelle de Kiev, trois numéros d'un almanach féminin sous le nom de Nasha dolya (Notre destin) qui s'adresse aux femmes de la classe moyenne. Pour améliorer l'impact des idées promues par ses publications, Kobrynska déménage à Lviv. Les femmes galiciennes sont cependant sourdes à ses idées et elle rentre chez elle.

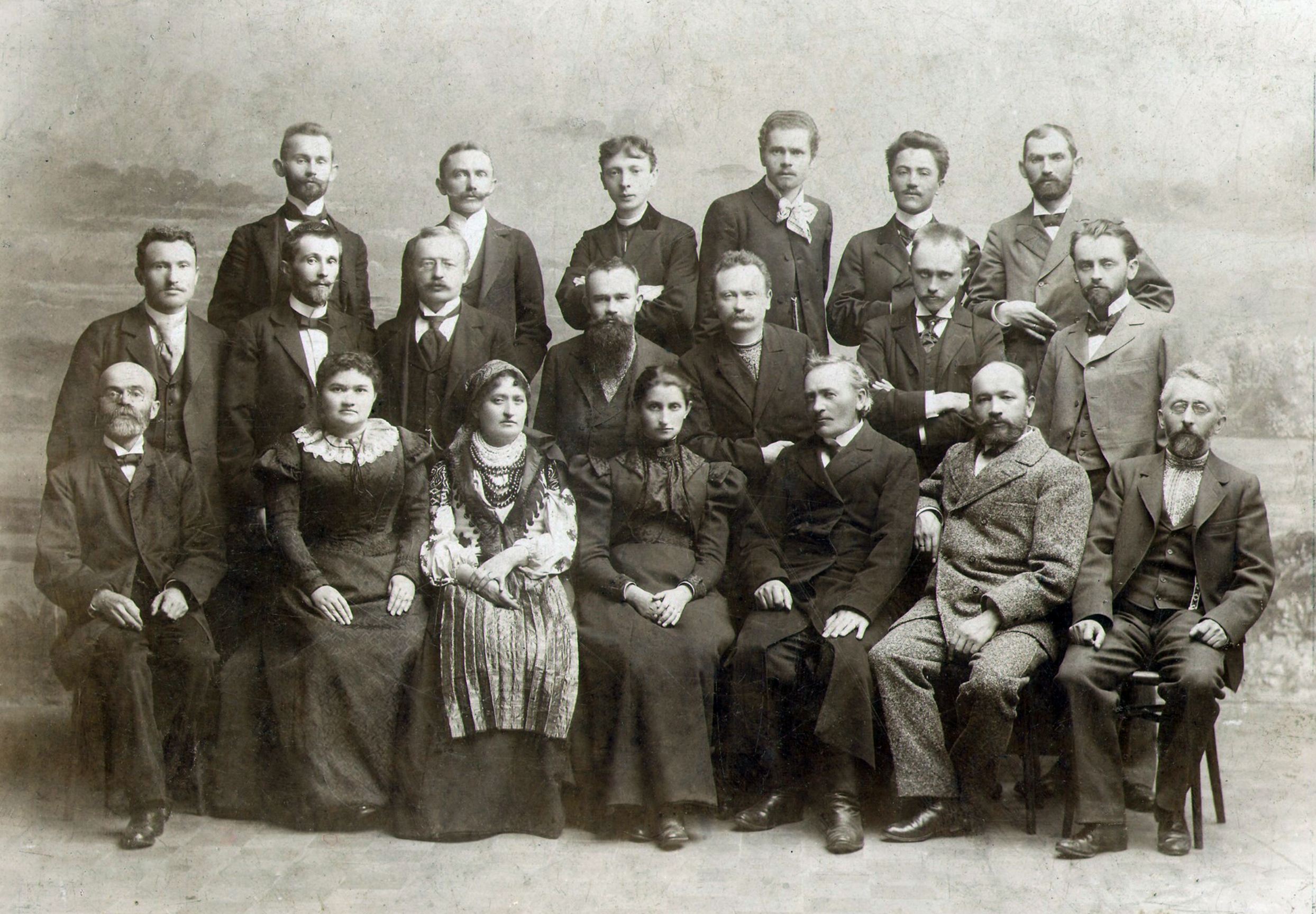
En 1898 à Lviv avec Natalia Kobrynska, Ievhenia Iarochynska, Bohdan Lepky, Volodymyr Hnatiouk pour les cent ans de la publication de l'Enéide de Ivan Kotliarevsky.

Après la révolution de 1917 et la prise de contrôle des bolcheviks, elle écrit un conte de fée intitulé Frères.
Elle rencontre l'opposition des socialistes pour ne pas être assez radicale et de la droite pour ne pas suivre l'église. Elle meurt seule le 22 janvier 1920 à Stanislav. Ce n'est qu'après sa mort qu'elle devient une icône pour les femmes ukrainiennes.